# Dean Stoneman

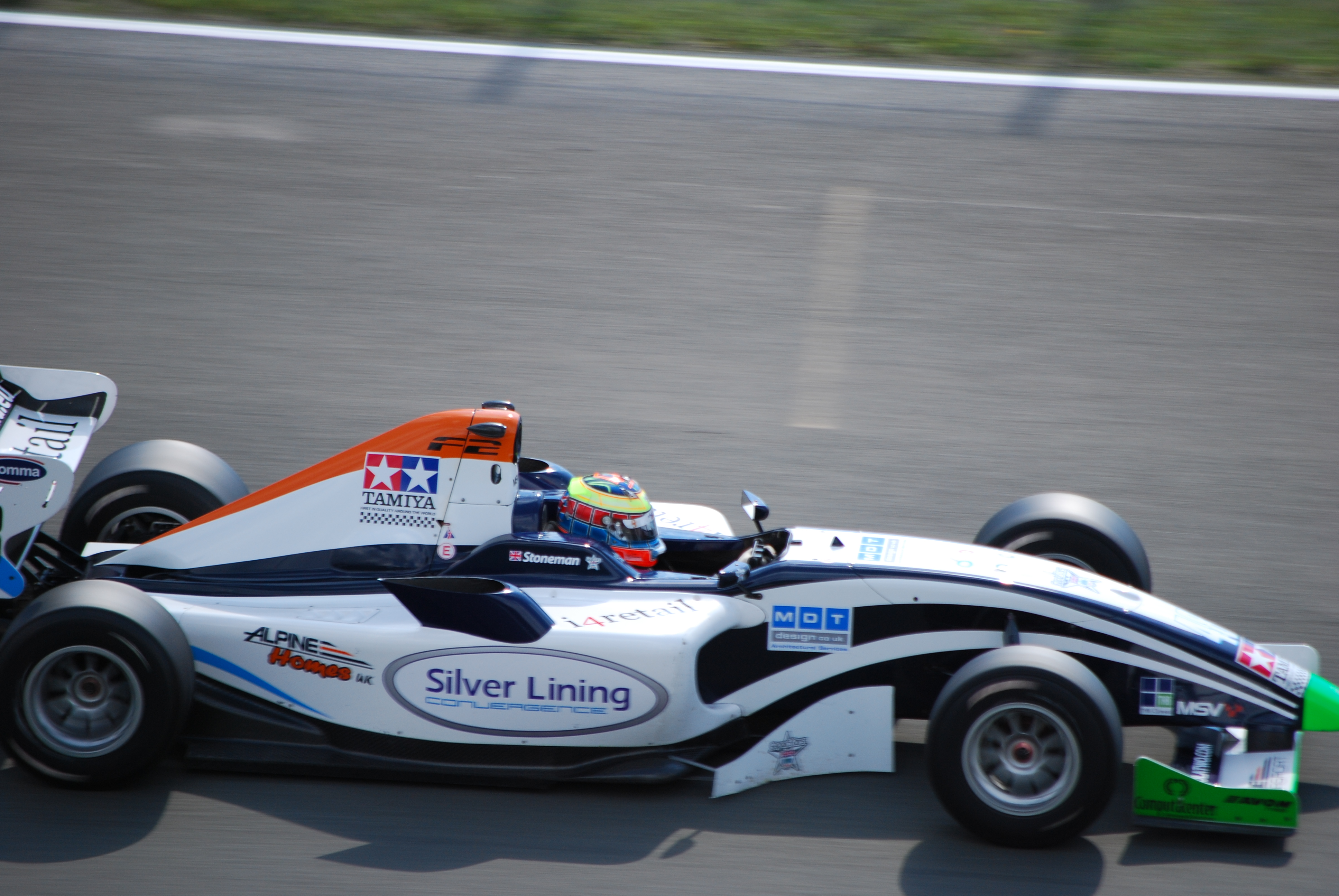
Dean Stoneman im Formel-2-Boliden 2010

Dean Stoneman (* 24. Juli 1990) ist ein britischer Automobilrennfahrer. 2010 gewann er die FIA-Formel-2-Meisterschaft. Er trat 2013 und 2014 in der GP3-Serie an. 2016 startete er in der Indy Lights.

## Karriere
Stoneman begann seine Motorsportkarriere 2002 im Kartsport, in dem er bis 2006 aktiv war. Außerdem machte er seine ersten Erfahrungen im Formelsport in der Winterserie der britischen Formel Renault und in der BARC Formel Renault, bei denen er jeweils zu drei Rennen antrat. 2007 gewann Stoneman den Vizemeistertitel der BARC Formel Renault. Anschließend trat er in der Winterserie der britischen Formel Renault an und belegte den sechsten Gesamtrang. 2008 startete er erneut in der Winterserie der britischen Formel Renault an und verbesserte sich auf den dritten Gesamtrang. Sein Hauptaugenmerk lag 2008 und 2009 auf der britischen Formel Renault. Er wurde in beiden Jahren Vierter der Meisterschaft.
2010 wechselte Stoneman in die Formel 2. Nachdem er bei seinem Debütrennen mit einem zweiten Platz gut in die Saison gestartet war, gewann er bereits beim zweiten Rennwochenende in Marrakesch sein erstes Rennen. Nachdem er zunächst den zweiten Gesamtrang belegt hatte, übernahm er in der zweiten Saisonhälfte die Meisterschaftsführung und gewann schließlich mit insgesamt sechs Siegen den Meistertitel vor seinem Landsmann Jolyon Palmer. Anschließend nahm er am letzten Rennwochenende der Saison 2010 für Mofaz Racing an der Formel Renault 3.5 teil und belegte den 26. Gesamtrang. Als Belohnung für den Formel-2-Titelgewinn durfte Stoneman im November an Formel-1-Testfahrten für Williams teilnehmen.
2011 plante Stoneman für ISR Racing als Teamkollege von Daniel Ricciardo in der Formel Renault 3.5 an den Start zu gehen. Stoneman musste die Teilnahme allerdings noch vor Beginn der Saison im Januar des Jahres aus gesundheitlichen Gründen absagen, da bei ihm Hodenkrebs diagnostiziert wurde. Ende November kehrte Stoneman nach erfolgreicher Behandlung ins Rennfahrzeug zurück und nahm an Formel-Renault-3.5-Testfahrten für ISR Racing teil. ISR Racing hielt für Stoneman über einen längeren Zeitraum ein Formel-Renault-3.5-Cockpit frei, aus finanziellen Gründen kam es jedoch nicht zu diesem Engagement. Stoneman absolvierte im Winter 2011/2012 zudem Testfahrten in der Indy Lights. Auch in dieser Serie scheiterte ein Engagement am Budget. Anschließend nahm Stoneman in der Formel 2 an Testfahrten teil.
Da Stoneman für 2012 kein permanentes Renncockpit im Automobilsport fand, nahm er an Motorbootrennen teil. Dabei gelang es ihm, britischer Powerboot-Meister in der P1 SuperStock zu werden. Im Automobilsport nahm er in diesem Jahr an zwei Rennen des Radical European Masters teil.
2013 kehrte Stoneman permanent in den Automobilrennsport zurück. Er trat für Redline Racing im britischen Porsche Carrera Cup an und wurde mit fünf Siegen Gesamtfünfter. Nur der Meister, Michael Meadows, hatte mehr Rennen gewonnen. Im November gab er zudem sein Comeback im Formelsport. Bei Koiranen GP erhielt er ein Cockpit für das letzte Rennwochenende der GP3-Serie. Ziel des Einsatzes war die Frage, ob Stoneman seine Karriere im Formelsport oder GT-Sport fortsetzen sollte. Von seinem Rennstall wurde von ihm keine Resultate erwartet. Dennoch gelang es Stoneman bereits im ersten Rennen mit einem sechsten Platz Punkte zu erzielen. Im zweiten Rennen stand er als Zweiter sogar auf dem Podium. Bei den anschließenden Testfahrten nach der Saison erzielte Stoneman eine Tagesbestzeit. In der GP3-Serie-Saison 2014 trat Stoneman für Marussia Manor Racing an und kehrte damit Vollzeit in den Formelsport zurück. Für Manor gewann er zwei Sprint- und ein Hauptrennen. Zwei Veranstaltungen vor Saisonende stellte Manor den Rennbetrieb ein und Stoneman kehrte zu Koiranen GP zurück. Für Koiranen gewann Stoneman beide Hauptrennen und wurde ein weiteres Mal Zweiter. Stoneman beendete die Saison auf dem zweiten Gesamtrang. Mit 163 zu 207 Punkten unterlag er Alex Lynn.
2015 wechselte Stoneman in die Formel Renault 3.5 zu DAMS. Darüber hinaus wurde er ins Förderprogramm von Red Bull aufgenommen. Zwei zweite Plätze waren seine besten Ergebnisse und er wurde Gesamtsechster. Intern unterlag er Nyck de Vries mit 130 zu 148 Punkten. Außerdem ging Stoneman zu drei Veranstaltungen der GP2-Serie für Carlin an den Start. Am Jahresende endete Stonemans Förderung durch Red Bull.
2016 wechselte Stoneman nach Nordamerika in die Indy Lights und erhielt ein Cockpit bei Andretti Autosport. Er gewann zwei Rennen auf dem Indianapolis Motor Speedway. Einmal auf dem Straßenkurs, einmal auf dem Oval. Als bester Fahrer seines Teams erreichte er den fünften Gesamtrang.

## Statistik

### Karrierestationen
| - 2002–2006: Kartsport - 2006: BARC Formel Renault - 2006: Britische Formel Renault, Winterserie (Platz 19) - 2007: BARC Formel Renault (Platz 2) - 2007: Britische Formel Renault, Winterserie (Platz 6) - 2008: Britische Formel Renault (Platz 4) | - 2008: Britische Formel Renault, Winterserie (Platz 3) - 2009: Britische Formel Renault (Platz 4) - 2010: Formel 2 (Meister) - 2010: Formel Renault 3.5 (Platz 26) - 2010: Formel 1 (Testfahrer) - 2012: Radical European Masters (Platz 15) | - 2013: Britischer Porsche Carrera Cup (Platz 5) - 2013: GP3-Serie (Platz 16) - 2014: GP3-Serie (Platz 2) - 2015: Formel Renault 3.5 (Platz 6) - 2015: GP2-Serie (Platz 24) - 2016: Indy Lights (Platz 5) |

### Einzelergebnisse in der Formel Renault 3.5
| Jahr | Team                | 1   | 2   | 3   | 4   | 5   | 6   | 7   | 8   | 9   | 10  | 11  | 12  | 13  | 14  | 15  | 16  | 17  | Punkte | Rang |
| ---- | ------------------- | --- | --- | --- | --- | --- | --- | --- | --- | --- | --- | --- | --- | --- | --- | --- | --- | --- | ------ | ---- |
| 2010 | Junior Lotus Racing | ALC | ALC | SPA | SPA | MON | BRN | BRN | MAG | MAG | HUN | HUN | HOC | HOC | SIL | SIL | CAT | CAT | 0      | 26.  |
| 2010 | Junior Lotus Racing |     |     |     |     |     |     |     |     |     |     |     |     |     |     |     | 18  | 14  | 0      | 26.  |
| 2015 | DAMS                | ALC | ALC | MON | SPA | SPA | HUN | HUN | SPI | SPI | SIL | SIL | NÜR | NÜR | LMS | LMS | JRZ | JRZ | 130    | 6.   |
| 2015 | DAMS                | 3   | 12  | 2   | 3   | 4   | 6   | 12  | 2   | DNF | DNF | 4   | DNF | 6   | 4   | 4   | 13  | DNF | 130    | 6.   |

### Einzelergebnisse in der GP3-Serie
| Jahr | Team                  | 1   | 2   | 3   | 4   | 5   | 6   | 7   | 8   | 9   | 10  | 11  | 12  | 13  | 14  | 15  | 16  | 17  | 18  | Punkte | Rang |
| ---- | --------------------- | --- | --- | --- | --- | --- | --- | --- | --- | --- | --- | --- | --- | --- | --- | --- | --- | --- | --- | ------ | ---- |
| 2013 | Koiranen GP           | ESP | ESP | ESP | ESP | GBR | GBR | GER | GER | HUN | HUN | BEL | BEL | ITA | ITA | UAE | UAE |     |     | 20     | 16.  |
| 2013 | Koiranen GP           |     |     |     |     |     |     |     |     |     |     |     |     |     |     | 6   | 2   |     |     | 20     | 16.  |
| 2014 | Marussia Manor Racing | ESP | ESP | AUT | AUT | GBR | GBR | GER | GER | HUN | HUN | BEL | BEL | ITA | ITA | RUS | RUS | UAE | UAE | 163    | 2.   |
| 2014 | Marussia Manor Racing | 7   | 1   | DNF | 10  | 10  | 18* | 5   | 4   | 9   | 8   | 1   | 9   | 5   | 1   |     |     |     |     | 163    | 2.   |
| 2014 | Koiranen GP           |     |     |     |     |     |     |     |     |     |     |     |     |     |     | 1   | 2   | 1   | DNF | 163    | 2.   |

### Einzelergebnisse in der GP2-Serie
| Jahr | Team   | 1   | 2   | 3   | 4   | 5   | 6   | 7   | 8   | 9   | 10  | 11  | 12  | 13  | 14  | 15  | 16  | 17  | 18  | 19  | 20  | 21  | 22  | Punkte | Rang |
| ---- | ------ | --- | --- | --- | --- | --- | --- | --- | --- | --- | --- | --- | --- | --- | --- | --- | --- | --- | --- | --- | --- | --- | --- | ------ | ---- |
| 2015 | Carlin | BRN | BRN | ESP | ESP | MON | MON | AUT | AUT | GBR | GBR | HUN | HUN | BEL | BEL | ITA | ITA | RUS | RUS | BRN | BRN | UAE | UAE | 1      | 24.  |
| 2015 | Carlin |     |     |     |     |     |     |     |     |     |     |     |     |     |     |     |     | 9   | 16  | 21  | 12  | DNF | C   | 1      | 24.  |

### Einzelergebnisse in der Indy Lights
| Jahr | Team               | 1   | 2   | 3   | 4   | 5   | 6    | 7    | 8    | 9   | 10  | 11  | 12  | 13  | 14  | 15  | 16  | 17  | 18  | Punkte | Rang |
| ---- | ------------------ | --- | --- | --- | --- | --- | ---- | ---- | ---- | --- | --- | --- | --- | --- | --- | --- | --- | --- | --- | ------ | ---- |
| 2016 | Andretti Autosport | STP | STP | PHO | BAR | BAR | INDY | INDY | INDY | ROA | ROA | IOW | TOR | TOR | MDO | MDO | WGL | LAG | LAG | 316    | 5.   |
| 2016 | Andretti Autosport | 8   | 6   | 5   | 16  | 3   | 3    | 1*   | 1*   | 2   | 9   | 4   | 5   | 14  | 3   | 2   | 6   | 13  | 9   | 316    | 5.   |